# جسوپالنا
جسوپالنا (به ایتالیایی: Gessopalena) یک کومونه در ایتالیا است که در استان کییتی واقع شده‌است.

## خصوصیات
جسوپالنا ۳۱٫۴۲ کیلومترمربع مساحت و ۱٬۴۵۴ نفر جمعیت دارد و ۶۵۴ متر بالاتر از سطح دریا واقع شده‌است.

## خواهرخوانده
شهرهای کوپرامونتانا و سمبرو ویل خواهرخوانده‌های جسوپالنا هستند.